# 볼로스 FC
볼로스 FC(그리스어: Π.Α.Ε. Βόλος)는 그리스 프로 축구 클럽으로 볼로스를 연고지로 한다. 볼로스 FC는 현재 1부 리그인 수페르리가 엘라다에 참가하고 있으며 볼로스에 위치한 판테살리코 스타디움을 홈구장으로 사용하고 있다.

## 역사
지난 몇 년간 볼로스에 그리스 내에서 경쟁력있는 클럽을 만들기 위해 볼로스의 두 오래된 구단인 올림피아코스와 니키간의 합병 논의와 활동들이 지지부진하자 마침내 2017년 4월, 볼로스의 아킬레아스 베오스 시장은 새 축구 클럽 창단을 위한 논의와 활동들을 주도해갔다. 이에 퓌드나 키트루스를 해체하고 이름을 바꿔서 볼로스에 새 축구 클럽을 창단하기로 결정하였고 6월 2일에 공식적으로 창단을 발표하였다.
볼로스는 창단 후 첫 시즌인 2017-18 시즌을 퓌드나 키트루스가 참가했던 감마 에스니키에서 보내게 되는데 이는 퓌드나 키트루스가 가졌던 위상과 지위를 계승하고 경쟁력있는 클럽이 되려는 구단의 비전을 위해서도 중요한 시즌이었다. 결국 볼로스는 정규 시즌 4조에서 1위를 하고 승격 플레이오프 1조에서 2위를 하며 풋볼 리그로 승격한다.
풋볼 리그에 승격해서도 볼로스는 계속해서 좋은 기세를 이어 나갔는데 승격팀이었지만 리그 6연승, 12경기 무패행진 등 리그 30경기 중 18승을 챙기며 리그 1위로 수페르리가 엘라다로 승격하며 창단 2년만에 곧바로 1부 리그에 참가하게 됐다.

## 수상 기록
리그
- 풋볼 리그
  - 우승 1회 (2018-19)
- 감마 에스니키
  - 우승 1회 (2017-18)

## 선수 명단

### 현역
참고: FIFA 자격 규정에 따라 소속된 국가대표팀 국기를 표시합니다. 선수는 복수의 FIFA 비회원국 국적을 가지고 있을 수 있습니다.
| 번호 | 포지션 | 국적 | 이름 |
| ---- | ------ | ---- | ---- |

| 번호 | 포지션 | 국적 | 이름 |
| ---- | ------ | ---- | ---- |

## 역대 감독
| 감독                    | 임기        |
| ----------------------- | ----------- |
| 코스타스 브라초스(대행) | 2021        |
| 코스타스 브라초스(대행) | 2021 ~ 2022 |
| 코스타스 브라초스       | 2022 ~ 2023 |
| 코스타스 브라초스       | 2024 ~      |

틀:볼로스 FC 선수 명단
틀:볼로스 FC 감독